# Villa Vannucchi
Villa Vannucchi è una delle ville monumentali del Miglio d'Oro, sita nel comune di San Giorgio a Cremano (NA).

## Storia
La villa fu voluta da Giacomo d'Aquino, VII principe di Caramanico (Patrizio Napoletano e gentiluomo di camera del sovrano del Regno delle Due Sicilie Carlo di Borbone), il quale acquistò nel 1755 alcune proprietà dei discendenti di Giovanni Battista Imparato, della storica famiglia omonima. Tali proprietà consistevano in due complessi edilizi (una casa palaziata e un casino alla romana) e una masseria di quattordici moggi (47.108,04 metri quadrati circa di terreno) con bosco.
Nel 1851 la villa fu venduta al conte Carlo Van den Heuvel e poi, nel 1912, alla famiglia Vannucchi.
L'immobile fu gravemente danneggiato dal sisma del 1980, tanto che fu necessario costruire numerose centine a supporto degli archi di tutta la struttura. Durante questo periodo parte dei giardini venne occupato abusivamente e destinato alla coltivazione di ortaggi per opera di privati. Acquisita al patrimonio del comune di San Giorgio a Cremano, è stata a lungo interessata da estesi lavori di restauro, che sono terminati nel 2006. Tre anni dopo è stato ultimato anche il riassetto del parco, riportato agli antichi splendori grazie ad un rifacimento che si è ispirato alla mappa settecentesca.
Oltre ad essere teatro di rassegne culturali, la villa è nota al pubblico per essere apparsa nelle scene iniziali del film Ricomincio da tre,(due volte) dove Lello Arena chiama a squarciagola Massimo Troisi.

## Architettura

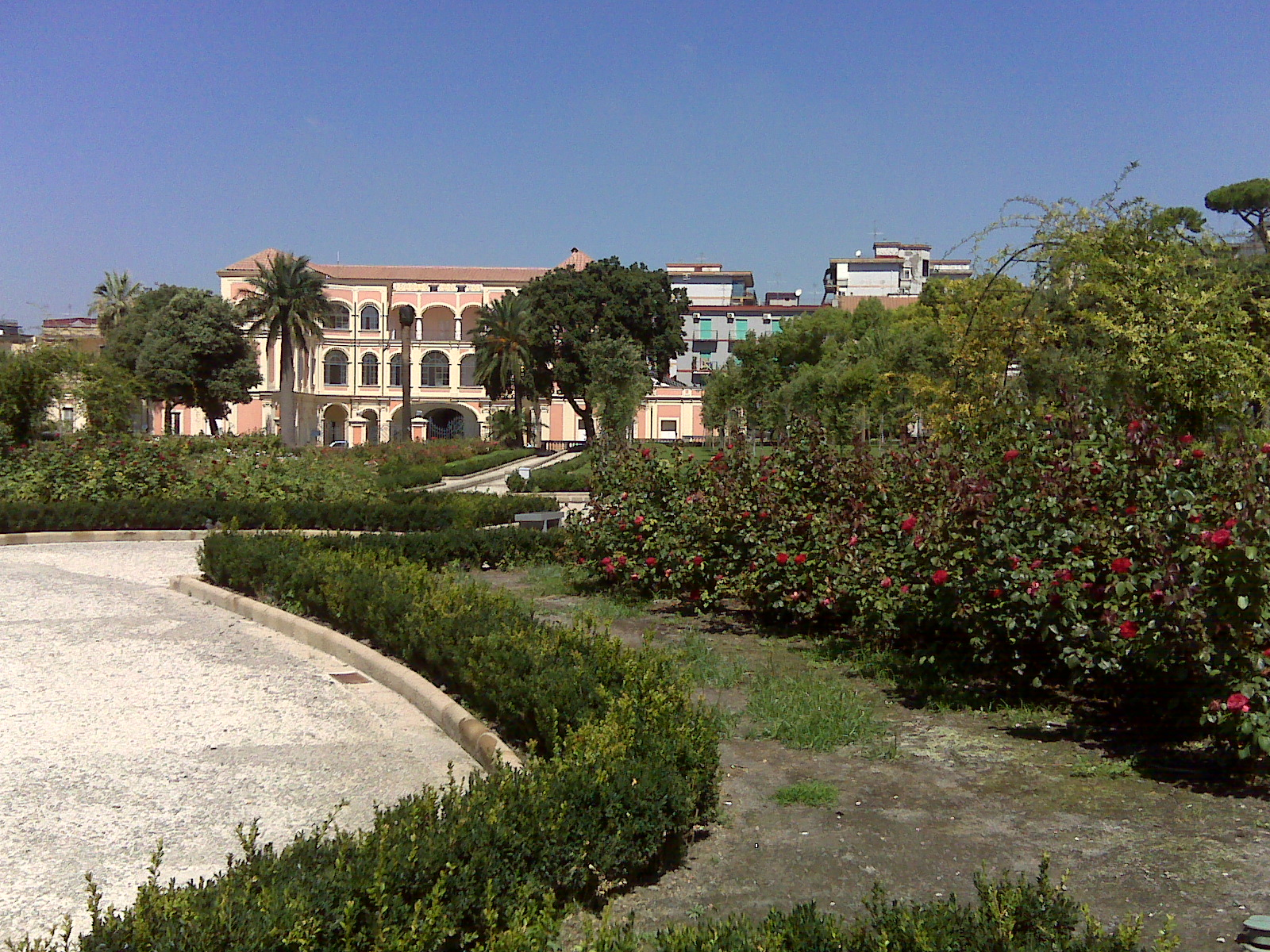
Villa Vannucchi vista dal parco

La dimora è una delle più imponenti della zona vesuviana, come dimostra il prospetto firmato da Donnamaria che prevede, in alternanza alle lesene corinzie, un doppio ordine di balconi dotati di ringhiere in ferro battuto e timpani curvi posti senza ornamenti davanti alle finestre del piano nobile. Completano il progetto architettonico della dimora la cappella dedicata all'Immacolata, una sagrestia, una sala della musica e una ex scuderia adibita a teatro.
Il progetto per la nuova villa fu commissionato ad Antonio Donnamaria, un architetto di scuola vaccariana, che realizzò il prospetto su strada con una ritmata partitura di lesene giganti in stucco. L'interno è caratterizzato da decorazioni in stucco rococò.
Il prospetto posteriore, che si apre sul magnifico giardino all'italiana progettato da Pompeo Schiantarelli nel 1783, è costituito da una serie di arcate, logge e porticati.
Il giardino all'italiana di Schiantarelli, la cui vastità è pari al bosco di Portici, è caratterizzato, come si legge anche nella pianta Carafa, da un lungo viale che parte da una quinta ad esedra posta in fondo al cortile e giunge ad una fontana monumentale posta al centro e formata da quattro vasche laterali disposte simmetricamente in diagonale. 
Da qui si dipanano a "raggiera" quattordici viali che tagliano il giardino per esteso fino al limite della proprietà. 
Nel giardino sono conservati ancora oggi esemplari di alberi di canfora, pini, lecci, palme, magnolie, datteri, cedri, mimose e albicocchi.
La villa, denominata pure "Villa e delizie dei d'Aquino detti di Caramanico" divenne un luogo di riferimento per la nobiltà napoletana ai tempi di Gioacchino Murat. Fu in questo periodo, infatti, che la dimora conobbe il suo maggiore splendore grazie alle feste e ai ricevimenti che il principe d'Aquino offriva agli ospiti sotto la direzione della moglie Teresa Lembo.

## Curiosità
Si racconta che quando in villa era ospite Gioacchino Murat questi si portasse dietro un codazzo tanto esteso da rendere affollatissime le feste che i d'Aquino davano in suo onore: "Or quando Gioacchino veniva qua -  si legge in documento dell'epoca - è chiaro che non vi poteva venir da solo ma il numero di coloro che s'invitavano ad accompagnarlo era tanto strabocchevole che lo avresti detto un popolo. I gelati e i rinfreschi durante il tempo di quelle veglie si portavano attorno con tanto eccesso che era un grande "scialacquamento".
La villa è inoltre famosa per la sua comparsa nelle prime scene del film  " Ricomincio da tre" del famosissimo attore Massimo Troisi,(due volte) originario per l'appunto di San Giorgio a Cremano.